# Metropolitana di Catania
La metropolitana di Catania è una linea di metropolitana gestita dalla Ferrovia Circumetnea, a servizio della città metropolitana di Catania. L'infrastruttura ha le caratteristiche della metropolitana classica o pesante ed è interamente in sede riservata e protetta. I convogli possono assumere la configurazione sia a due sia a quattro casse, con una capacità di carico massima rispettivamente di 442 e 884 posti. La linea è percorsa solo da materiale rotabile specifico.
La tratta in esercizio si articola tra le stazioni di Stesicoro e Monte Po, ha una lunghezza di 8,7 km e collega il centro storico della città con il quartiere periferico di Monte Po, al confine con Misterbianco. La linea è collegata con una tratta a binario unico di 1,82 km che porta al porto, usata nei primi anni di apertura, chiusa in seguito all'apertura della tratta a doppio binario Galatea-Stesicoro e usata solo per servizio; la lunghezza complessiva dei binari risulta quindi di 10,5 km. Sono in corso i lavori di estensione sia in direzione Aeroporto, sia in direzione Paternò.

## Storia

### Prodromi: la Ferrovia Circumetnea
Dalla fine degli anni '60 il percorso urbano della Ferrovia Circumetnea, che dal porto e dopo aver costeggiato i binari della stazione centrale delle FS attraversava diagonalmente la città al centro del Corso delle Province fino a giungere alla stazione Borgo, divenne sempre più difficile da gestire date le interferenze pesanti con le vie cittadine a causa degli incroci a raso e del progressivo aumento del traffico automobilistico: si ipotizzò quindi la soppressione del tracciato, nonostante fosse sempre di grande utilità per il trasporto dei pendolari. Scartata l'ipotesi della soppressione, si scelse di limitare il capolinea ferroviario alla stazione di "Corso Italia", nel cuore della città moderna di Catania.
Rimasero tuttavia, almeno in parte, le difficoltà di attraversamento dei piccoli treni e la pericolosità della promiscua convivenza con i veicoli su strada, per cui si arrivò al progetto di interramento del tracciato ferroviario cittadino. Da lì si concretizzò infine l'idea di farne una vera e propria metropolitana di tipo pesante ricalcando il tracciato esistente, nato per le esigenze commerciali del secolo precedente e quindi ormai obsoleto.

### Gli anni ottanta e l'inizio dei lavori per la metropolitana
Il 13 dicembre 1986 iniziarono da Piazza Galatea i lavori propedeutici e gli scavi per l'interramento della linea tra Borgo e il fascio binari che conducevano alla stazione FS e al Porto. La tratta del porto, l'unica recuperata dal tracciato originario, rimase di conseguenza a binario unico, modificando lo scartamento che passò da ridotto a ordinario (1435 mm). Nelle intenzioni iniziali, la metropolitana avrebbe seguito fedelmente il tracciato urbano della vecchia Circumetnea, limitandosi alla tratta Borgo-Porto. In seguito il progetto venne rivisto e ampliato, in una visione di più ampio respiro che prevedeva la metropolitana in affiancamento alla ferrovia dal lato nord ovest e il prosieguo dal tracciato dal lato sud-ovest, collegando la zona di Palestro e l'Aeroporto.

### Gli anni novanta e l'inaugurazione della metropolitana
Il 23 ottobre 1991 venne abbattuto l'ultimo diaframma della galleria del primo tratto della metropolitana da Borgo a Galatea. I lavori di armamento e finitura vennero però rallentati da molteplici cause. Inoltre, quando la prima tratta fu pronta per l'utilizzo, la mancanza del materiale rotabile ne ritardò l'apertura. La linea venne inaugurata il 27 giugno 1999 con sei stazioni: Borgo, Giuffrida, Italia, Galatea, Stazione FS e Porto per un totale di 3,8 km, di cui 2 interrati e a doppio binario (tratta Borgo-Galatea) e 1,8 in superficie a binario unico (tratta Galatea-Porto). In concomitanza all'inaugurazione della metropolitana, il binario che attraversava Corso Italia e Corso delle Province venne posto fuori servizio e smantellato, mentre la Ferrovia Circumetnea vide arretrato il proprio capolinea cittadino alla stazione di Catania Borgo, dove avveniva il primo interscambio con la metropolitana.
Non essendo ancora disponibili gli elettrotreni ordinati alla Firema, per svolgere il servizio furono utilizzate tre vecchie elettromotrici Stanga di proprietà della Ferrovia Centrale Umbra s.r.l. (FCU), in comodato d'uso, e proprio in occasione dell’utilizzo in ambito metropolitano, la Circumetnea commissionò alla Firema l’adattamento per tale espletamento; quindi, dalle tre elettromotrici furono soppressi i comparti bagagliaio e le ritirate; inoltre anche le porte ricevettero delle modifiche, al fine di renderle idonee per l'incarrozzamento a raso. Le tre unità furono battezzate Bellini, Verga e Martoglio in onore di tre illustri personaggi catanesi, rispettivamente del mondo della musica operistica, della letteratura e del teatro. Le tre unità rotabili rimasero in servizio fino al 2001.

### Gli anni 2000

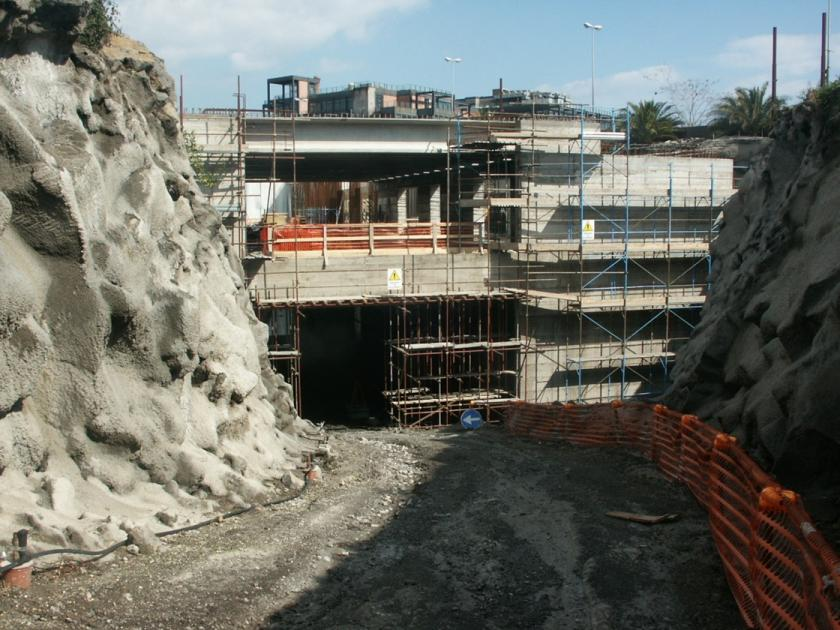
Cantiere della stazione di Giovanni XXIII, anno 2007.

I lavori di proseguimento della linea da Galatea verso il cuore della città ebbero inizio nel 2000 con il primo colpo di piccone, in presenza delle autorità, per la costruzione di una nuova stazione, in piazza Giovanni XXIII, destinata a essere il nuovo punto di interscambio con i treni delle FS e con il trasporto su strada. Da quella stazione in poi, infatti, il percorso si staccava dal tracciato originario e proseguiva verso il cuore della città. Poco tempo dopo i lavori furono fermati per la presenza di un collettore fognario non previsto. Ripresi nel 2003 furono nuovamente arrestati perché interferenti con le strutture edilizie di fondazione di un antico fabbricato ristrutturato di viale Africa; la problematica, definita nodo Fastweb, costrinse l'impresa appaltante allo studio di una variante progettuale tra le fermate Giovanni XXIII (stazione sotterranea, in fase di costruzione) e Galatea (già esistente) con ulteriore aggravio della tempistica.
Nel 2001 entrarono in servizio quattro nuovi elettrotreni binati (a due casse) Firema "battezzate" Norma, Beatrice, Elvira e Zaira dai nomi di quattro personaggi femminili delle opere di Vincenzo Bellini. 
Il 18 luglio 2005 la Commissione europea approvò il piano di prolungamento della metropolitana; il 4 gennaio 2006, in seguito al parere positivo del Comune di Catania, della soprintendenza ai Beni culturali e ambientali e del Genio civile, il progetto definitivo della tratta metropolitana Stesicoro-Aeroporto venne trasmesso al Comitato interministeriale per la programmazione economica (CIPE) per ottenere l'approvazione e il finanziamento dei lavori al costo previsto di 465 milioni di euro. Il 29 marzo 2006 il CIPE approvò il progetto definitivo per la realizzazione del tratto della metropolitana Stesicoro-Aeroporto.
Iniziarono nel periodo anche i lavori per la realizzazione della tratta Borgo-Nesima (3,1 km e quattro nuove stazioni) e della Giovanni XXIII-Stesicoro (1,9 km e una nuova stazione).
L’11 giugno 2008 i lavori nella tratta Borgo-Nesima furono sospesi in seguito ad una voragine di circa 5 metri di diametro e 8 di profondità apertasi in viale Lorenzo Bolano (Circonvallazione di Catania) durante lo scavo del tunnel sottostante della metropolitana.
Il 23 maggio 2009 venne abbattuto il diaframma tra la galleria in esercizio lato Borgo e quella della nuova tratta per Nesima. Ma il 4 dicembre 2009 fu necessaria un'altra sospensione dei lavori tra Giovanni XXIII e Stesicoro in seguito alla presenza di una copiosa vena d'acqua sotterranea che occorreva intercettare e smaltire oltre a un trattamento ulteriore di impermeabilizzazione della galleria di stazione a Stesicoro.

### Gli anni 2010

La situazione nel 2010: rete metropolitana attiva (linea continua), in costruzione (linea nera tratteggiata), appaltata/finanziata/da finanziare (linea rossa tratteggiata). Non è presente la tratta da finanziare Misterbianco-Paternò.

Nel marzo 2011 vennero eseguiti alcuni collaudi relativi alla tratta Galatea-Stesicoro. Per consentire l'esecuzione dei lavori relativi alle vie di accesso alle stazioni sotterranee di Cibali e Nesima fu sospeso, dal 2 luglio all'8 settembre 2012, l'esercizio ferroviario FCE tra le stazioni di Nesima e Borgo e sostituito da autobus della stessa FCE tra il parcheggio di scambio di Nesima e la via Etnea. Nel novembre 2012 i lavori subirono una nuova interruzione, sia nella tratta Borgo-Nesima che nella tratta Giovanni XXIII-Stesicoro, a causa di problemi finanziari della Sigenco, ditta appaltatrice dell'opera. I lavori ripresero l’anno seguente affidati ad una nuova impresa: la Tecnis SpA.
Nell'aprile 2011 fu completata la fornitura degli elettrotreni M.88, raggiungendo il numero previsto di otto convogli ordinati.
Nel dicembre 2013 il Consiglio Comunale di Catania approvò con procedura d'urgenza le varianti Nesima-Misterbianco e Stesicoro-Fontanarossa al fine di non perdere il finanziamento previsto dal CIPE. Nel febbraio 2014 fu pubblicato sulla Gazzetta Ufficiale il bando di gara per il I lotto, Stesicoro-Vittorio Emanuele, del prolungamento fino all'aeroporto e per la progettazione esecutiva e l'esecuzione dei lavori di realizzazione della "Tratta di linea metropolitana tra l'uscita dalla stazione Nesima e la tratta in uscita dalla stazione Monte Po" (1º lotto funzionale. C.I.G.552787311C - CUP C81H13000680006. II.1.2 del progetto di "Potenziamento e trasformazione della Ferrovia Circumetnea nelle aree urbane di Catania e Misterbianco e della tratta submetropolitana fino a Paternò").
Il 25 luglio 2015 fu aperto ufficialmente il cantiere lavori per la costruzione della tratta Nesima-Monte Po con l'intervento di varie autorità, tra cui il ministro Graziano Delrio, e i sindaci delle due città interessate, Catania e Misterbianco.
Nell'ottobre 2015 i vertici della società appaltante Tecnis vennero arrestati nell'ambito di un’indagine della procura di Roma, per tangenti su altri appalti e fu nominato un commissario straordinario; i lavori iniziarono a rilento a causa delle proteste dei lavoratori che reclamavano gli arretrati sugli stipendi. A novembre 2015 la prefettura di Catania adottò una misura interdittiva antimafia nei confronti della Tecnis bloccando di fatto i tre cantieri dei lavori della metropolitana aperti anche se mancava poco al completamento dei lavori. Con la Tecnis in amministrazione giudiziaria si profilava il rischio di perdere il finanziamento europeo bloccando l'opera a tempo indeterminato. Per sbloccare lo stallo, nel marzo 2016, il Prefetto di Catania revocò l’interdittiva antimafia permettendo alla Tecnis di contrattualizzare gli appalti che si era già aggiudicati e di partecipare ad altri bandi avviando un procedimento per retribuire con gli stipendi arretrati i lavoratori della “MetroCatania 2013” permettendo la ripresa dei lavori. Il 13 aprile 2016 i lavori ripresero.
Il 12 dicembre 2016 iniziò il collaudo della tratta Galatea–Stesicoro e il 20 dicembre 2016 fu aperta al pubblico. Contestualmente fu chiusa la tratta diramata Galatea–Porto; la fermata Stazione Centrale FS fu soppressa in seguito all'inaugurazione della fermata Giovanni XXIII posta nella medesima piazza della stazione centrale di Catania.
Dal 7 marzo 2017 ebbe inizio il collaudo della tratta Borgo-Nesima. L'inaugurazione della tratta, con le prime tre stazioni Nesima, San Nullo e Milo (con annesso parcheggio scambiatore gratuito), avvenne il 30 marzo 2017 e l'apertura al pubblico alle 12:00 del giorno dopo.
Il 25 luglio 2017 fu abbattuto il diaframma di roccia lavica che separava la stazione Monte Po dalla galleria fino a Misterbianco, che era già stata scavata; il 9 novembre 2017 il tunnel della metropolitana raggiunse la stazione Fontana.  Il 1º marzo 2018, alla presenza del Presidente del Consiglio Paolo Gentiloni, fu abbattuto  l'ultimo diaframma che separava il tunnel di nuova realizzazione da quello già in uso della tratta Stesicoro-Nesima.

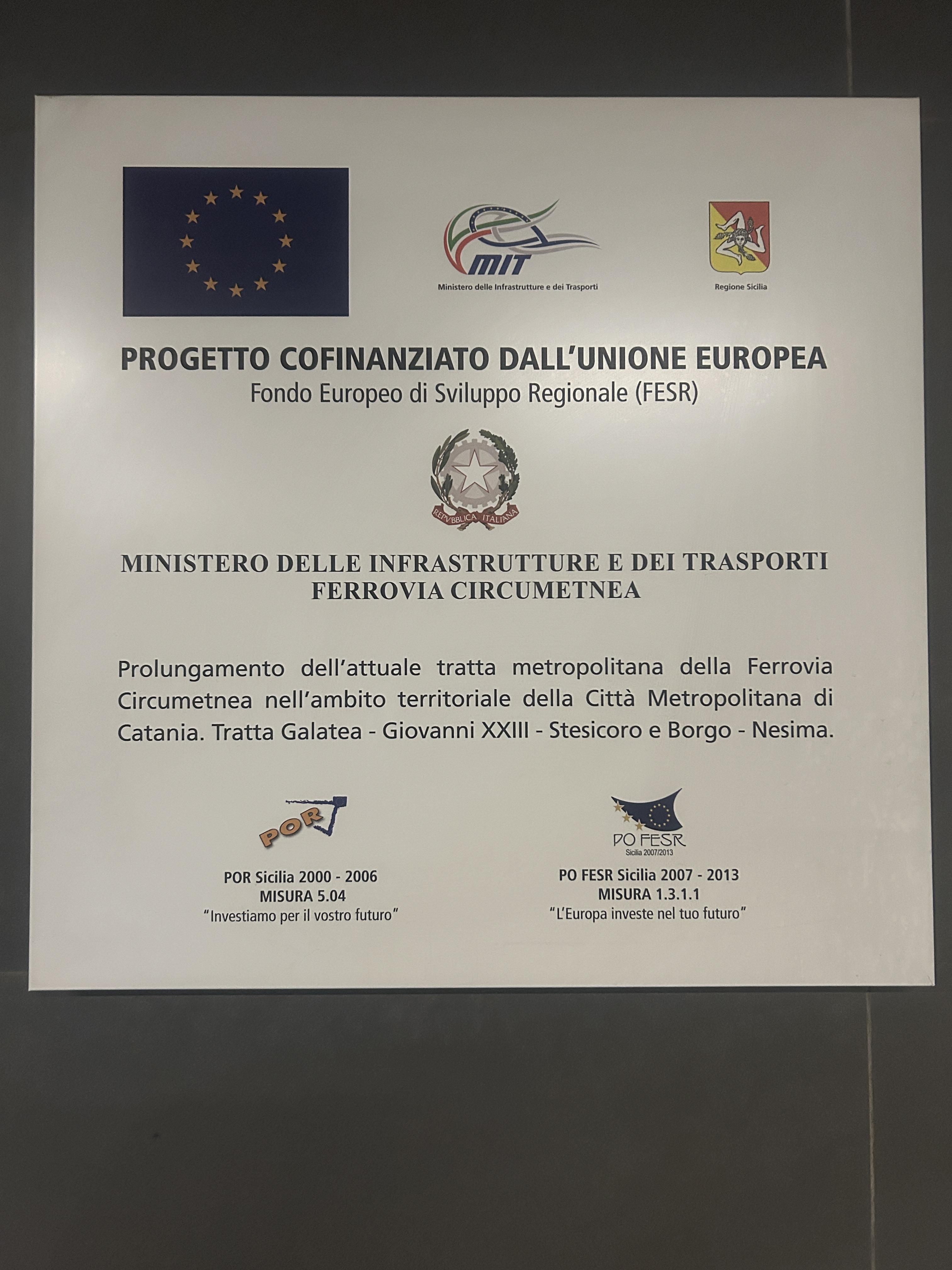
La targa posta alla stazione della Metropolitana di Catania Giovanni XXIII, per i cofinanziamenti (POR Sicilia 2000-2006 e PO FESR Sicilia 2007-2013)

### Gli anni 2020
Il 27 luglio 2021 fu resa operativa la stazione di Cibali, intermedia tra Milo e San Nullo.
Il 1º aprile 2022 entrò in esercizio il nuovo treno CT0 Titagarh-Firema, lungo 40 m e a due casse, con carrozze comunicanti, primo di una serie di 10 moderni elettrotreni dotati di dispositivi dinamici di informazioni audio e video ai passeggeri.
Il 22 luglio 2024 è la volta dell'apertura della prima estensione a ovest di Nesima, con l'apertura del prolungamento sino a Monte Po, nuovo capolinea, con la fermata intermedia Fontana.

### Cronologia aperture
| Data             | Tratta o stazione   | Numero di stazioni inaugurate |
| ---------------- | ------------------- | ----------------------------- |
| 27 giugno 1999   | Borgo - Porto       | 6                             |
| 20 dicembre 2016 | Galatea - Stesicoro | 2                             |
| 30 marzo 2017    | Borgo - Nesima      | 3                             |
| 27 luglio 2021   | Cibali              | 1                             |
| 22 luglio 2024   | Nesima - Monte Po   | 2                             |

## Caratteristiche tecniche
La metropolitana di Catania presenta le seguenti caratteristiche:
- 1 linea con diramazione
- 8,7 km di linea interrata a doppio binario, (Monte Po – Stesicoro) con servizio di trasporto pubblico
- 1,82 km di linea quasi tutta  in superficie a binario singolo (diramazione Galatea – Porto) ad uso esclusivo di servizio e raccordo con RFI
- 10,5 km di rete totale
- Scartamento ordinario (1435 mm)
- Circolazione a sinistra
- Armamento:
  - rotaie tipo 50 UNI
  - posa binari tratto sotterraneo sistema IPA-SCEV su piastre in cemento armato precompresso, tratto in superficie su traverse in cemento armato precompresso e ballast
- Pendenza massima: 39,9 ‰
- Pendenza della linea in stazione: 0
- Curve di raggio minimo: circa 150 m
- Sopraelevazione massima in curva: 100 mm
- Trazione: elettrica a corrente continua a 3000 V, tramite linea aerea di contatto di tipo classico e pantografo
- Regime di circolazione: blocco automatico reversibile
- Tempo di percorrenza: 18 minuti
- 12 stazioni
- Deposito elettrotreni: non ancora realizzato. In costruzione a Paternò Ardizzone, entrerà in funzione assieme alla tratta Misterbianco-Paternò[27]
- Officina aziendale: la manutenzione corrente viene effettuata presso l'officina del deposito locomotive FS di Catania

## Stazioni

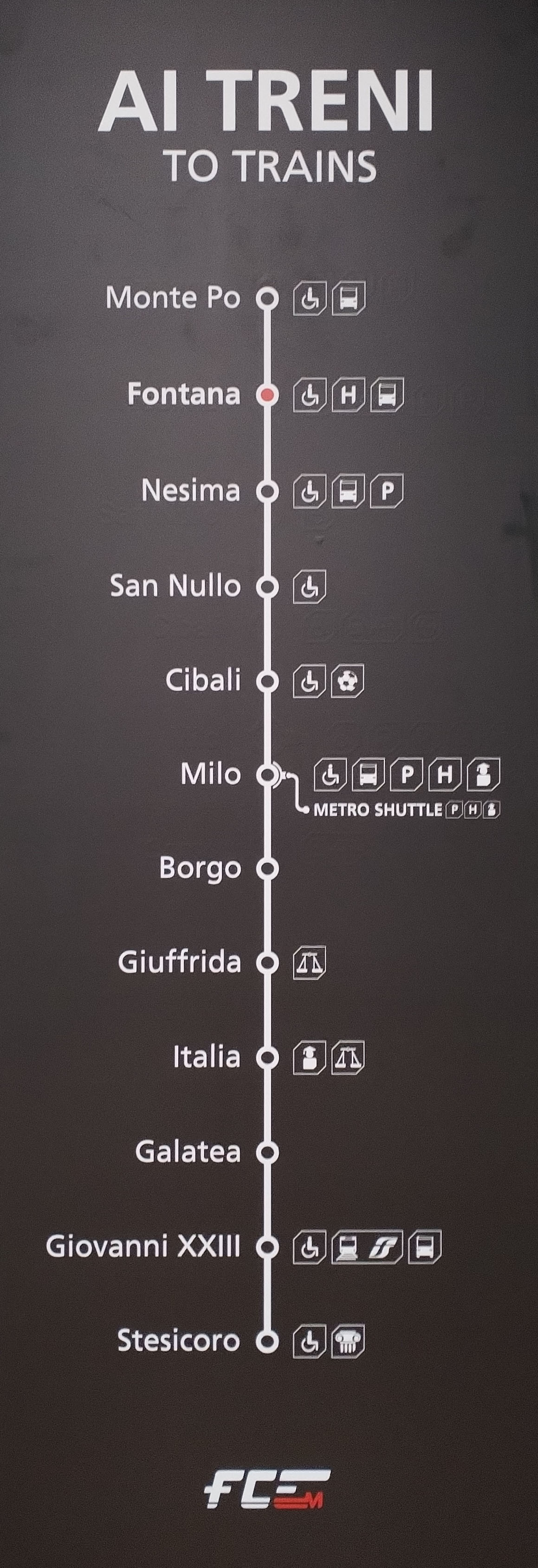
Mappa della metropolitana di Catania, indicante la tratta e le fermate.

La metropolitana catanese si articola su una linea lunga 8,7 km e dotata di 12 stazioni tutte interrate. La rete comprende anche una 13ª fermata non attiva nella diramazione Galatea-Porto, a binario unico e in superficie e con il relativo capolinea (Porto), con cui la rete raggiunge i 10,5 km. Nella tabella seguente vengono indicate tutte le stazioni, comprese quelle in costruzione.
|  |  | Unknown route-map component "exCONTg" |

| Urban head station in tunnel |  | Unknown route-map component "exSTR" |

| Urban tunnel stop on track |  | Unknown route-map component "exHST" |

| Urban tunnel stop on track |  | Unknown route-map component "exHST" |

| Urban tunnel stop on track |  | Unknown route-map component "exSTR" |

| Urban tunnel stop on track |  | Unknown route-map component "exHST" |

| Urban tunnel stop on track |  | Unknown route-map component "exTUNNEL2" |

| Urban tunnel stop on track |  | Unknown route-map component "exBHF" |

| Urban tunnel stop on track |  | Unknown route-map component "exSTR" |

| Urban tunnel stop on track |  | Unknown route-map component "exHST" |

| Urban tunnel stop on track |  | Unknown route-map component "exHST" |

| Unknown route-map component "uetABZgl" | Unknown route-map component "uextSTReq" | Unknown route-map component "uexABZmg+r" |

| Urban tunnel stop on track |  | Unknown route-map component "uexHST" |

| Urban tunnel straight track |  | Unknown route-map component "uexKBHFe" |

| Urban End station in tunnel |

### Fermate soppresse

#### Stazione FS
Stazione FS è stata una fermata in superficie della metropolitana etnea in servizio fino al 2016 sulla diramazione per il Porto. Entrata in funzione, nel 1898, come fermata della Ferrovia Circumetnea funzionò come punto di scambio con le Ferrovie dello Stato fino al 1991; fu riadattata a fermata metropolitana e riaperta nel 1999. Era posta ai margini del fascio binari della stazione di Catania Centrale e collegata ad essa grazie ad un breve sottopassaggio separato da barriera mobile con obliteratrice dei biglietti.
Con l'apertura della tratta Galatea-Stesicoro, avvenuta il 20 dicembre 2016, la fermata FS fu definitivamente chiusa e sostituita, nel suo ruolo di interscambio con la stazione di Catania Centrale, dalla fermata sotterranea Giovanni XXIII.

## Materiale rotabile
L'esercizio viene svolto, a turno, da otto elettrotreni a due elementi permanentemente collegati, di costruzione Firema Trasporti modello M.88, sempre meno utilizzati in quanto, a partire da aprile 2022, si sono aggiunti gradualmente i dieci nuovi elettrotreni Titagarh-Firema (serie CT0). Esattamente come gli elettrotreni M.88, questi ultimi convogli sono composti da due casse, unite fra loro in modo inscindibile e intercomunicanti. Ogni cassa dispone di una cabina di guida, inoltre sono dotati di impianto di condizionamento e climatizzazione. Sulle due testate estreme è presente il gancio automatico. Tutti i mezzi sono alimentati mediante linea aerea a corrente continua a 3000 volt, con circuito di potenza regolato elettronicamente.
All'atto dell'apertura (1999) e fino al 2001 furono messe in servizio, e utilizzate in comodato d'uso, tre elettromotrici Stanga-TIBB di proprietà della Ferrovia Centrale Umbra che avevano subito un riadattamento ed alcune modifiche per l'uso "metropolitana". Furono "battezzate" con i nomi di tre illustri personaggi catanesi: Bellini, Verga e Martoglio. I nuovi treni iniziarono ad essere messi in servizio a partire dal gennaio 2001. I primi quattro elettrotreni furono "battezzati" con i nomi dei personaggi femminili delle opere liriche del compositore catanese Vincenzo Bellini: Norma, Beatrice, Elvira e Zaira. Il quinto in ordine di consegna (6 giugno 2008) fu invece intitolato Rita, in memoria di Rita Privitera, giornalista catanese, figlia di un dipendente della Ferrovia Circumetnea, rimasta vittima di un attentato terroristico a Sharm el-Sheikh nel luglio 2005.
Agli inizi del 2011 fu messa in servizio la sesta unità, denominata Agata in onore della Santa Patrona di Catania. Il 27 aprile 2011 vennero immesse in servizio le ultime due unità, e furono denominate Brigante e Donatello in memoria del fenomeno del brigantaggio postunitario e di Carmine Crocco soprannominato "Donatello". La scelta fu presa in polemica con le celebrazioni per il 150º anniversario dell'Unità d'Italia tenutesi nello stesso periodo; ma fu contestata e i due treni persero presto le loro denominazioni.
In seguito alla delibera del CIPE del 22 dicembre 2018 e il successivo bando di concorso, la Titagarh Firema si aggiudicò la gara per la fornitura di 54 unità di trazione, utili a comporre 27 treni.
Il primo elettrotreno della serie CT0, immatricolato CT1-CT2.001 e denominato Agatha, in onore della Santa Patrona di Catania, entrò in esercizio il 1º aprile 2022.
Il 4 luglio 2022 entrò in servizio viaggiatori il secondo elettrotreno della serie CT0, immatricolato CT1-CT2.002 e denominato Barbara, in onore della protettrice dei minatori Santa Barbara nonché patrona di Paternò.
Il 16 settembre 2022 entrò in servizio viaggiatori il terzo elettrotreno della serie CT0, immatricolato CT1-CT2.003 e denominato Carmela.
Il 27 gennaio 2023 entrò in servizio viaggiatori il quarto elettrotreno della serie CT0, immatricolato CT1-CT2.004 e denominato Lucia.
Il 5 maggio 2023 entrò in servizio viaggiatori il quinto elettrotreno della serie CT0, immatricolato CT1-CT2.005 e denominato Maria.
Il 15 settembre 2023 entrò in servizio viaggiatori il sesto elettrotreno della serie CT0, immatricolato CT1-CT2.006 e denominato Anna.
Il 31 gennaio 2024 fu presentato, presso la stazione di Stesicoro, e immesso in servizio il settimo elettrotreno della serie CT0, immatricolato CT1-CT2.007 e denominato Rebecca.
L'11 luglio 2024 è stato presentato presso la stazione Stesicoro e messo in servizio l'ottavo elettrotreno, immatricolato CT1-CT2.008 e denominato Sofia in onore della figlia di Enrico Catania, ingegnere di FCE morto il 7 giugno 2023.
Il 4 aprile 2025 è stato messo in servizio il nono elettrotreno immatricolato CT1-CT2.009 e denominato Rita.

### Materiale in esercizio
| #  | Gruppo e numero          | Nome              | Costruttore      | Anno di messa in esercizio | Note        |
| -- | ------------------------ | ----------------- | ---------------- | -------------------------- | ----------- |
| 1  | Elettrotreno M.88-01     | Norma             | Firema Trasporti | 2001                       |             |
| 2  | Elettrotreno M.88-02     | Beatrice          | Firema Trasporti | 2001                       |             |
| 3  | Elettrotreno M.88-03     | Elvira            | Firema Trasporti | 2001                       |             |
| 4  | Elettrotreno M.88-04     | Zaira             | Firema Trasporti | 2001                       | accantonato |
| 5  | Elettrotreno M.88-05     | Rita              | Firema Trasporti | 2008                       | accantonato |
| 6  | Elettrotreno M.88-06     | Agata             | Firema Trasporti | 2011                       |             |
| 7  | Elettrotreno M.88-07     | 07 (ex Brigante)  | Firema Trasporti | 2011                       |             |
| 8  | Elettrotreno M.88-08     | 08 (ex Donatello) | Firema Trasporti | 2011                       |             |
| 9  | Elettrotreno CT1-CT2.001 | Agatha            | Titagarh Firema  | 2022                       |             |
| 10 | Elettrotreno CT1-CT2.002 | Barbara           | Titagarh Firema  | 2022                       |             |
| 11 | Elettrotreno CT1-CT2.003 | Carmela           | Titagarh Firema  | 2022                       |             |
| 12 | Elettrotreno CT1-CT2.004 | Lucia             | Titagarh Firema  | 2023                       |             |
| 13 | Elettrotreno CT1-CT2.005 | Maria             | Titagarh Firema  | 2023                       |             |
| 14 | Elettrotreno CT1-CT2.006 | Anna              | Titagarh Firema  | 2023                       |             |
| 15 | Elettrotreno CT1-CT2.007 | Rebecca           | Titagarh Firema  | 2024                       |             |
| 16 | Elettrotreno CT1-CT2.008 | Sofia             | Titagarh Firema  | 2024                       |             |
| 17 | Elettrotreno CT1-CT2.009 | Rita              | Titagarh Firema  | 2025                       |             |

### Materiale dismesso
| Gruppo e numero      | Nome      | Costruttore | Anno di messa in esercizio | Note                    |
| -------------------- | --------- | ----------- | -------------------------- | ----------------------- |
| Elettromotrice E.101 | Bellini   | Stanga-TIBB | 1999-2001                  | ex FCU E.105 - dismessa |
| Elettromotrice E.102 | Verga     | Stanga-TIBB | 1999-2001                  | ex FCU E.109 - dismessa |
| Elettromotrice E.103 | Martoglio | Stanga-TIBB | 1999-2001                  | ex FCU E.110 - dismessa |

## Servizio

### Titoli di viaggio

#### Biglietti
- Biglietto per una sola corsa del costo di 1 €[40]
- Biglietto di 120 minuti per due corse al costo di 1,20 €
- Biglietto giornaliero per 4 corse del costo di 3 €
- Biglietto integrato Bus (AMTS)+Metro a tempo (120 minuti) del costo di 1,20 €[41]

#### Abbonamenti
- Abbonamento mensile valido trenta giorni consecutivi del costo di 15 €[42]
- Abbonamento trimestrale del costo di 40 €
- Abbonamento semestrale del costo di 75 €
- Abbonamento annuale del costo di 120 €

#### Abbonamenti integrati (Metro + Bus AMTS)
- Abbonamento mensile integrato (Bus AMTS linee M) studenti scuole medie inferiori e superiori del costo agevolato di 16 €
- Abbonamento mensile integrato (Bus AMTS linee M) del costo di 20 €
- Abbonamento mensile integrato (Bus AMTS esclusi Alibus e 524S) studenti scuole medie inferiori e superiori del costo agevolato di 30 €
- Abbonamento mensile integrato (Bus AMTS esclusi Alibus e 524S) del costo di 35 €
- Abbonamento annuale integrato MetroBusCity del costo di 120 €

Il 7 aprile 2015 entrò in vigore un sistema di bigliettazione elettronica a banda magnetica, da inserire nelle obliteratrici di cui sono muniti i tornelli; questo sistema è stato sostituito il 1º maggio 2023, da un nuovo tipo di bigliettazione, comprendente un codice QR sulla parte frontale, da scansionare per permettere l'apertura degli stessi tornelli.
I biglietti possono essere acquistati dalle emettitrici automatiche presenti nei mezzanini delle stazioni (eccetto il biglietto integrato) oppure negli esercizi commerciali autorizzati.
L'abbonamento consta in una tessera di materiale plastico in cui è annegato un microchip di tipo contactless, ricaricabile in tutte le emettitrici automatiche presenti in ogni fermata metropolitana oppure negli esercizi commerciali autorizzati dotati di POS; a partire da settembre 2022 è altresì fruibile tramite l'app mobile FCE.
Le aziende FCE e AMTS hanno sottoscritto un accordo con l'Ateneo locale in base al quale, da ottobre del 2018, tutti gli studenti iscritti all'Università degli Studi di Catania possono usufruire di un abbonamento annuale integrato con tariffa agevolata di 20-30 €.
I biglietti e l'abbonamento sono utilizzabili sulla metropolitana e, fino al 15 giugno 2024, erano validi sul tratto urbano di superficie della FCE fino a Lineri, mentre per il biglietto integrato si aggiunge rete degli autobus urbani AMTS.
Tutti i titoli di viaggio FCE per la metropolitana in corso di validità consentono la sosta dei veicoli presso il parcheggio scambiatore "Santa Sofia" e l'utilizzo della navetta MetroShuttle senza alcun costo aggiuntivo.

### Orari
Il servizio di metropolitana si effettua tutti i giorni, con apertura alle 6:00 nei giorni feriali, alle 7:00 nei festivi e chiusura con ultima corsa alle 22:30 dalla domenica a giovedì e alle 01:00 venerdì e sabato. Da lunedì a venerdì, le corse dei treni hanno una frequenza di 10 minuti fino alle ore 15:00 e, quindi, di 13 minuti fino a termine esercizio e nei giorni di sabato, domenica e festivi.

#### Prime partenze
- da lunedì a venerdì: ore 06:00 (da Monte Po)
- da lunedì a venerdì: ore 06:25 (da Stesicoro)
- domenica e festivi: ore 07:00 (da Monte Po)
- domenica e festivi: ore 07:25 (da Stesicoro)

#### Ultime partenze

##### Da domenica a giovedì
- ore 21:56 (domenica) e ore 21:58 (da lunedì a giovedì) (da Monte Po)
- ore 22:30 (da Stesicoro)

##### Venerdì e Sabato
- ore 00:34 (venerdì) e ore 00:26 (sabato) (da Monte Po)
- ore 1:00 (da Stesicoro)

### Trasporto biciclette
La metropolitana FCE consente di trasportare gratuitamente una singola bicicletta ai passeggeri muniti di regolare documento di viaggio (ordinario o abbonamento). Il trasporto della bicicletta è consentito nei giorni feriali dalle ore 9:00 alle ore 12:00 e dalle ore 15:00 fino al termine del servizio, mentre nei giorni di sabato per l'intera giornata; nei mesi di luglio ed agosto viene esteso a tutti i giorni feriali per l’intera giornata.
Per ogni treno è consentito il trasporto fino ad un massimo di due biciclette, una per ogni vettura. Se su un treno sono presenti più di due bici occorre attendere il treno successivo o contattare il personale FCE.

### Trasporto animali
La metropolitana FCE consente ai passeggeri di viaggiare con animali. I cani devono essere tenuti al guinzaglio e devono avere la museruola oppure possono essere tenuti in braccio se di piccola taglia. Altri animali possono alloggiare negli appositi trasportini, i gatti possono essere tenuti in braccio.

### Parcheggi di scambio

#### Sanzio
Sito tra viale Raffaello Sanzio e via Imperia, dista 500 m dalla fermata metro Giuffrida. È in corrispondenza del capolinea nº 2 dell'AMTS, ove attestano diverse linee urbane; il parcheggio è gestito dalla stessa Azienda Metropolitana Trasporti di Catania.

#### Milo
Sito in via Bronte e gestito da FCE, è esattamente soprastante la fermata metropolitana Milo, il cui accesso principale dà direttamente sul piazzale del parcheggio. Dispone di 100 posti auto ed è gratuito. Il parcheggio è collegato tramite il bus navetta 21M (servizio commercialmente chiamato "Metro Shuttle") con il parcheggio di interscambio Santa Sofia.

#### Santa Sofia
Sito a nord di via Santa Sofia con ingresso da via San Zenone, dispone di 1 700 posti auto. È collegato tramite il cosiddetto "Metro Shuttle" (circolare 21M) alla fermata metropolitana "Milo".

#### Nesima
Sito in via Michele Amari, adiacente alla stazione di superficie FCE Nesima e all'omonima fermata metropolitana, dispone di poco più di 300 posti auto. Al suo interno è ubicato il capolinea nº 6 dell'AMT ed è possibile l'interscambio con alcune linee urbane; il parcheggio è gestito da AMT. La tariffa è di 0,50 €/ora per le prime 3 ore, fino ad un massimo di 1,50 € per l'intera giornata.

#### Fontana
Sopra l'omonima stazione metro sita in viale Felice Fontana, a servizio di essa, è presente un parcheggio scambiatore.

#### Monte Po
Sopra l'omonima stazione metro, in viale Felice Fontana si trova un piccolo parcheggio (non fruibile al pubblico) per gli autobus di linea e i dipendenti, inizialmente previsto come parcheggio scambiatore. 
È in costruzione un parcheggio scambiatore per la stazione di San Nullo.

### Navette bus
Con l'apertura della stazione metro di Monte Po, è stato istituito un servizio di bus navetta per consentire il collegamento tra la metropolitana e le limitrofe frazioni misterbianchesi di Montepalma e Lineri. Il servizio prevede due linee:
1) linea shuttle: Monte Po-Misterbianco-Monte Po attraverso la Zona commerciale e tutto il centro storico; 
2) linea shuttle Monte Po- Nesima -Lineri-Monte Po che attraversa i quartieri di Montepalma e Lineri fino a piazza Mercato.
Circolare 23M
È attivo un servizio di bus per il collegamento tra la stazione Nesima, Misterbianco centro, Piano Tavola e il centro di Belpasso.
Circolare 21M
Dal 25 settembre 2017 è stato attivo un servizio di bus navetta per il collegamento tra la stazione metropolitana Milo e il parcheggio scambiatore Santa Sofia, servendo lungo il percorso il PTA San Luigi - Santi Currò, la cittadella universitaria, la torre biologica, il policlinico G. Rodoligo e il dipartimento di agricoltura, intercettando un grande bacino d'utenza. Effettua 64 corse giornaliere, dalle ore 7:00 alle 15:00 con frequenza ogni 10 minuti, dalle 15:00 alle 20:20 con frequenza ogni 20 minuti.

## Prolungamenti e progetti
| Tratta                       | Inizio lavori | Fine lavori (prevista) | Lunghezza | Stazioni | Stato del progetto                          |
| ---------------------------- | ------------- | ---------------------- | --------- | -------- | ------------------------------------------- |
| Stesicoro-Palestro           | 2016          | Aprile 2026            | 2,9 km    | 3        | In costruzione                              |
| Monte Po-Misterbianco Centro | —             | ?                      | 2,1 km    | 2        | Appaltato, in corso progettazione esecutiva |
| Palestro-Aeroporto           | —             | Giugno 2028            | 4,2 km    | 5        | Appaltato                                   |
| Misterbianco Centro-Paternò  | 2024          | ?                      | 11,2 km   | 5        | In costruzione                              |

### Estensioni sud-ovest

#### Stesicoro-Palestro
| Unknown route-map component "utCONTg" |

| Urban tunnel end station, unused through track |

| Unused urban tunnel stop on track |

| Unused urban tunnel stop on track |

| Unused urban end station |

La tratta si estende per 2,9 km e comprende tre nuove stazioni. La gara per appalto per la tratta Stesicoro-Palestro, pubblicata nella Gazzetta Ufficiale, con scadenza 7 marzo 2014 fu vinta dalla CMC di Ravenna. I lavori propedeutici e i sondaggi del terreno lungo il tracciato ebbero inizio nel 2015. La durata dei lavori prevista in 570 giorni, prevedeva solo le opere civili di scavo e realizzazione della galleria eccetto il completamento delle stazioni non ancora coperto da finanziamento. Nel 2016 cominciarono i lavori. Il 27 novembre 2018, dopo il completo montaggio della "talpa", iniziò lo scavo della galleria nel cantiere di via Palermo. Il 2 aprile 2019 l'Unione Europea autorizzò il finanziamento per l'intera tratta Stesicoro-Aeroporto, comprendendovi anche il completamento delle stazioni nella tratta Stesicoro-Palestro; il 16 luglio 2020 la relativa gara d'appalto fu aggiudicata all'impresa "Consorzio Stabile Medil". Nel corso dello scavo della galleria avvenne il crollo di un edificio fatiscente in via Castromarino a causa del quale i lavori vennero bloccati dalla magistratura. Dopo quattro anni di stallo, i lavori sono ripartiti nel luglio del 2024.

#### Palestro-Aeroporto
La tratta finale Palestro-Aeroporto sarà lunga 4,2 km. Le stazioni saranno:
- San Leone
- Verrazzano
- Librino
- Santa Maria Goretti
- Aeroporto

Il 2 aprile 2019 l'Unione europea autorizzò il finanziamento dell'intera tratta Stesicoro–Aeroporto. Il 16 luglio 2020 la gara d'appalto relativa alla tratta Stesicoro-Aeroporto fu aggiudicata all'impresa "Consorzio Stabile Medil". Il progetto, da tempo in stallo a causa di un contenzioso tra la FCE e la ditta, è in corso di risoluzione.

### Estensioni nord-ovest

#### Monte Po-Misterbianco Centro
| Unknown route-map component "uextCONTg" |  | Unknown route-map component "exCONTg" |

| Unknown route-map component "uextBHF" |  | Unknown route-map component "exHST" |

| Unused urban tunnel stop on track |  | Unknown route-map component "exSTR" |

| Unknown route-map component "utKBHFxa" |  | Unknown route-map component "exSTR" |

| Unknown route-map component "utCONTf" |  | Unknown route-map component "exCONTf" |

La delibera riguardante il finanziamento del 2º lotto (Monte Po-Misterbianco Centro) della tratta Nesima-Misterbianco Centro fu pubblicata in Gazzetta Ufficiale il 31 ottobre 2017. Nel frattempo l'impresa aveva già scavata la parte di galleria tra Misterbianco Centro Commerciale (ex Torre Tabita) e Monte Po in quanto era stato necessario impiantare il cantiere per introdurre la "Talpa" dal Corso Carlo Marx di Misterbianco. Il tratto di tunnel quindi fu scavato per primo.
Il bando di affidamento dei lavori della tratta fu pubblicato tuttavia il 24 gennaio 2018. Contro l'affidamento dei lavori alla stessa impresa furono opposti una serie di ricorsi finché, nel 2021, l'impresa "Consorzio Stabile Medil" fu dichiarata assegnataria. I lavori tuttavia non ripresero a causa di un contenzioso tra la FCE e l'impresa circa l'adeguamento finanziario dell'appalto. Il 9 dicembre 2024, con la firma di un nuovo nuovo contratto fra la FCE e il Consorzio Sis per la realizzazione della tratta, è stato risolto il contratto con il precedente appaltatore.
Il 28 gennaio 2025 è stato ufficialmente annunciato l'avvio della progettazione esecutiva del lotto.

#### Misterbianco Centro-Paternò
|  |  | Continuation backward |

| Unknown route-map component "uextKBHFa" |  | Unknown route-map component "KBHFxe" |

| Unused urban tunnel stop on track |  | Unknown route-map component "exHST" |

| Unused urban tunnel stop on track |  | Unknown route-map component "exHST" |

| Unused urban tunnel stop on track |  | Unknown route-map component "exHST" |

| Unused urban tunnel stop on track |  | Unknown route-map component "exSTR" |

| Unknown route-map component "uextBHF" |  | Unknown route-map component "exHST" |

| Unknown route-map component "uextCONTf" |  | Unknown route-map component "exCONTf" |

Il proseguimento da Misterbianco Centro a Paternò Ardizzone di 11,5 km sarà a doppio binario a scartamento ordinario ed elettrificato. Su questa tratta la metropolitana sostituirà il vecchio tracciato a scartamento ridotto della Ferrovia Circumetnea con percorso, per circa metà, in sotterraneo. La tratta prevede la realizzazione di 5 nuove stazioni. Di queste, tre sostituiranno in sede diversa, quelle in superficie della Circumetnea:
- Misterbianco Centro
- Gulotta (Misterbianco ovest)
- Belpasso (Piano Tavola)
- Valcorrente (Etnapolis)
- Giaconia
- Paternò (Ardizzone)

Il 22 dicembre 2017, il CIPE assegnò 115 milioni per la realizzazione della tratta metropolitana Misterbianco Centro-Belpasso. L'importo aggiuntivo per finanziare l'intera tratta Misterbianco Centro-Paternò fu aggiunto mediante l'inserimento dell'opera tra quelle del Piano Nazionale di Ripresa e Resilienza. Il 3 gennaio 2023 fu pubblicato il bando di gara relativo alla progettazione esecutiva e alla esecuzione dei lavori della intera opera, fino a Paternò; al bando parteciparono due ditte. Nell'agosto 2023 i lavori per la tratta furono affidati alla ditta “Consorzio Stabile SIS”. Il 22 marzo 2024 venne aperto ufficialmente il primo cantiere della tratta Misterbianco-Paternò. Ulteriori 120 milioni furono destinati all'opera per completare la suddetta tratta grazie all'accordo per lo sviluppo e la coesione Governo - Regione Siciliana nel maggio 2024.
Il 15 giugno 2024 fu chiusa definitivamente la linea della Ferrovia Circumetnea, tra Catania Borgo e Paternò, per consentire l'inizio del lavoro dei cantieri di costruzione lungo il percorso.

#### Paternò-Adrano
È allo studio il prolungamento extraurbano della metropolitana oltre Paternò, che realizzerebbe il collegamento dell'area pedemontana e suburbana del versante nord-occidentale etneo al centro della città metropolitana, alla stazione ferroviaria FS e all'aeroporto di Fontanarossa. L'elettrificazione e la conversione a scartamento ordinario del binario unico sul detto percorso, consentirebbero la continuità di esercizio con la metropolitana di Catania. Tale possibilità è stata in parte prevista nel progetto dei lavori, già eseguiti, di ammodernamento e parziale interramento del tracciato ferroviario a scartamento ridotto e di alcune stazioni; la sezione utile del percorso e delle gallerie è infatti dimensionata in vista di una conversione di scartamento da ridotto metrico a normale. Le stazioni della Ferrovia Circumetnea, che sono state già costruite in tale ottica, hanno sostituito le antiche stazioni di superficie. Se il progetto avrà esecuzione, lo scartamento ridotto sarà limitato alle tratte Adrano-Randazzo e Randazzo-Riposto.
Le stazioni della Ferrovia Circumetnea che, in questa tratta, sono state sostituite da quelle costruite ex novo, sia in sotterranea che in superficie sono:
- Santa Maria di Licodia Sud;
- Santa Maria di Licodia Centro;
- Biancavilla Poggio Rosso;
- Biancavilla Centro;
- Biancavilla Colombo;
- Biancavilla Pozzillo;
- Adrano Cappellone;
- Adrano Centro;
- Adrano Nord (qui avverrebbe l'interscambio con i treni a scartamento ridotto per il resto del tracciato della Ferrovia Circumetnea).

#### Adrano-Randazzo
Contestualmente alla ripresa dei lavori fino a Paternò, da più parti istituzionali locali sono state avanzate richieste affinché venga ammodernato e convertito in servizio metropolitano un ulteriore tratto della Ferrovia Circumetnea fino a Bronte e Randazzo.

## Cronologia essenziale
- 13 dicembre 1986: inizio dei lavori
- 27 giugno 1999: inaugurazione della tratta Borgo - Porto
- 11 luglio 1999: apertura al pubblico della metropolitana
- 1º dicembre 2001: entrata in servizio degli elettrotreni M.88
- 20 dicembre 2016: inaugurazione della tratta Galatea - Stesicoro
- 30 marzo 2017: inaugurazione della tratta Borgo - Nesima (a eccezione della stazione Cibali)
- 22 settembre 2019: comincia l'apertura ordinaria domenicale
- 27 luglio 2021: inaugurazione della stazione Cibali[22]
- 1º aprile 2022: entrata in servizio del primo elettrotreno CT0
- 16 settembre 2022: entrata in servizio app e nuovo sistema bigliettazione elettronica[88]
- 1º maggio 2023: entrata in vigore del nuovo sistema di bigliettazione con il codice QR[44]
- 22 marzo 2024: cerimonia di inizio lavori della tratta Misterbianco Centro-Paternò Ardizzone[89]
- 22 luglio 2024: apertura della tratta Nesima-Monte Po[90]

## Progetti senza seguito

### Pedemontana
Già nel passato, nel corso della costruzione della rete tranviaria di Catania, esponenti di rilievo del territorio avevano auspicato il collegamento della città con l'area pedemontana; i progetti vennero tuttavia accantonati anche a causa del primo conflitto mondiale e finirono dimenticati. La costruzione della metropolitana a Catania risvegliò i vecchi progetti che vennero aggiornati e integrati in un progetto di rete metropolitana della Ferrovia Circumetnea che prevedeva anche una linea a servizio di buona parte della cintura pedemontana e della zona Etnea.
La linea avrebbe avuto origine nei pressi dell'autostrada A18 per Messina, in territorio comunale di San Giovanni La Punta, e con un percorso di 18,5 km avrebbe raggiunto il centro di Catania dove, in piazza Giovanni Verga, era previsto l'interscambio con la linea effettivamente realizzata, con la stazione Italia. Di lì la linea avrebbe proseguito in rettilineo lungo il cosiddetto asse dei viali, per poi diramarsi e collegarsi sia verso nord sia verso sud alla linea in esercizio.
Le stazioni previste sarebbero state:
- Autostrada (comune di San Giovanni La Punta)
- Trappeto (comune di San Giovanni La Punta)
- Battiati (comune di Sant'Agata li Battiati)
- Etna (comune di Gravina di Catania)
- Gravina
- Galermo Nord
- Tangenziale
- Galermo Sud
- Santa Sofia
- Barriera
- Canalicchio
- Nizzeti
- Ulisse
- Picanello
- Abruzzi
- Europa
- Verga (interscambio stazione Italia)
- Etnea
- Santa Maria di Gesù
- 2 giugno
- Sauro
- Ungheria
- Monte Po/Fontana (Dorsale Ovest direzione Nord)
- Indipendenza (Dorsale Ovest direzione Sud)

Il progetto non ebbe seguito, se non solo concettualmente sotto forma di monorotaia con un percorso simile: progetto ugualmente non perseguito da FCE.

### Prolungamento fino alla Plaia
Nel 2015 si discusse il prolungamento della tratta Galatea-Porto fino alla Plaia; il progetto però non ebbe seguito.
Le stazioni sarebbero state:
- Stazione FS
- Porto
- Falcone-Borsellino
- Tempio
- Plaia